# Запша, Андрей
Андрей Запша (род. 17 апреля 1996, Кишинёв, Молдавия) — молдавский писатель, дирижёр и преподаватель.

## Биография
Андрей Запша родился 17 апреля 1996 года в семье интеллектуалов в Кишиневе. В 2012 году окончил среднюю школу по музыкально-хоровому профилю Теоретического Лицея им. Иона Крянгэ в Кишиневе, после чего до 2016 года продолжил обучение в Кишиневском Финансово-Банковском Колледже. В 2018 году окончил Молдавский Государственный Университет получив степень в области политических наук. Работает профессором экономических дисциплин в Финансово-Банковском Колледже Кишинева / Центре Передового Опыта в Области Экономики и Финансов (2016-2019) и в Национальном Торговом Колледже Академии Экономического Образования Молдовы (2020-настоящее время). В ноябре 2023, был назначен заместителем генерального директора компании «Телерадио-Молдова», молдавской общественной телерадиокомпании.

## Творческая деятельность
Дебютирует в 2015 году с трилогией «Великая Битва», презентация которой состоялась в 2016 году с концертом симфонической музыки, где также произошла премьера оркестровой сюиты, подписанной Андреем Запшей.
В 2017 году он опубликовал роман «Путь в Индонезию» (оригинал «Way to Indonesia»), презентация которого состоялась в городе Сурабая, Республика Индонезия. В то же время, помимо оркестра в Республике Молдова, он основал и руководил оркестром академической музыки в городе Макассар, являющимся единственным коллективом такого типа на острове Сулавеси.
В 2018 году он публикует роман «Кочевник. Зов Короля» (оригинал „Nomadul. Chemarea lui Vodă”), который классифицируется в финале международного конкурса «Открытая Евразия», организованном во время 8-го Открытого Евразийского Литературного Фестиваля 2019 года в Брюсселе.
Осуществляет активную концертную и творческую деятельность.
8 февраля 2019 года, указом Президента Республики Молдова, награжден медалью «Михай Эминеску» за особые заслуги в творческой деятельности. Решением президиума Академии Наук Молдовы от 29 января 2025 года, награжден медалью "Николае Милеску Спэтару" за заслуги в продвижении науки и культуры.

## Политическая деятельность
Участвовал в парламентских выборах 2019 года в качестве независимого кандидата, но отозвал свою кандидатуру.